# Tacker Herranom som är ganska blider
Tacker Herranom som är ganska blider (tyska: Danket dem Herrren, denn Er ist sehr freundlich) är en tysk måltidspsalm av Michael Weisse. Psalmen baseras på Konung Davids 107:e psalm.
Psalmen inleds 1695 med orden:
Tacker HErranom som är ganska blider
För sin barmhertighet i alla tider

## Publicerad i
- Göteborgspsalmboken 1650 under rubriken "Loffsånger effter Måltijdh".[2]
- 1695 års psalmbok som nummer 341 under rubriken "Måltidspsalmer".